# Guayama (gemeente)
Guayama is een van de 78 gemeenten (municipio) in de vrijstaat Puerto Rico.
De gemeente heeft een landoppervlakte van 169 km² en telt 44.301 inwoners (volkstelling 2000).